# 峨边鱼鳞蕨
峨边鱼鳞蕨（学名：Acrophorus exstipellatus）为球盖蕨科鱼鳞蕨属下的一个种。